# Vyshniaky (Odesa)
Vyshniaky  (ucraniano: Вишняки) es una localidad del Raión de Bolhrad en el Óblast de Odesa de Ucrania. Según el censo de 2020, tiene una población de 513 habitantes.

## Geografía
Está situada a una altitud de 50 metros a orillas del rio Dzhalar (Джалар) un afluente del río Kohylnyk. Se encuentra en una región de estepa ondulada con suelos muy fértiles 14 km al noreste del antiguo centro del distrito de Arzys y a 135 km al suroeste del centro administrativo del óblast, Odesa.